# 正統長老教会
正統長老教会（せいとうちょうろうきょうかい、The Orthodox Presbyterian Church ）とは、アメリカ合衆国の保守的な長老派教会の教派である。

## 歴史
1930年代のキリスト教根本主義者（ファンダメンタリスト）と近代主義者（リベラル）の論争時に、アメリカ合衆国長老教会（PCUSA）の保守派によって建てあげられた。
ウェストミンスター神学校の創立者であるジョン・グレッサム・メイチェンを指導者として、長老派の歴史的なカルヴァン主義を守ろうとした。正統（Orthodox）の語はキリスト教の正統な信仰を意味しており、オーソドックス（東方教会、正教会）の枝教会とは関わりがない。
チャールズ・ホッジ、ベンジャミン・ウォーフィールド、ジョン・グレッサム・メイチェンのプリンストン神学校は20世紀初期まで正統的な長老派の神学の要塞であった。しかし、1929年にプリンストン神学校は、神学的リベラルの線で再編成し、近代主義、リベラルに親和的な教授を任命した。メイチェンらは、これに反対し、新しくウェストミンスター神学校を設立した。メイチェンは、PCUSAの大会で改革派の伝統を守るための訴えをしたが、PCUSAはそれを拒んだ。そのためメイチェンは新しく海外宣教団体を設立した。
1934年に大会はメイチェンらを免職処分とした。1936年6月11日に彼らはアメリカ長老教会（the Presbyterian Church of America）を設立した。この名称をめぐってPCUSAが訴訟を起こしたため、1939年に正統長老教会に名を改めた。
正統長老教会とメイチェンらは、キリスト教根本主義の先鋭とみなされていたが、メイチェンと正統長老教会は歴史的な改革派の信仰をより強調していた。
1937年までに、絶対禁酒主義を採り、政治的なエキュメニカル運動や共産主義に反対する、キリスト教根本主義の影響が強い立場の派は、カール・マッキンタイヤーを指導者として聖書長老教会を設立した。
正統長老教会の初期の指導者は、コーネリウス・ヴァン・ティル、アブラハム・カイパー、ジョン・マーレーらである。
ホッジ、メイチェン、ウォーフィールド、ローレン・ベットナーが紹介され、日本の福音的な教会に強い神学的影響を与えており、日本キリスト改革派教会等はこの神学的流れにある。また、正統長老教会日本ミッション が派遣されている。